# ویلن گالستیان
ویلن شماوُنی گالستیان (ارمنی: Վիլեն Շմավոնի Գալստյան) (زاده ۱۲ فوریه ۱۹۴۱ – ۴ ژوئن ۲۰۲۱) یک بازیگر سینما و تئاتر و رقصنده باله اهل ارمنستان است.

## زندگی‌نامه
وی در ۱۲ فوریهٔ ۱۹۴۱ در ایروان زاده شد و در سال ۱۹۵۹ از کالج دولتی هنر رقص ایروان فارغ‌التحصیل شده‌است. وی از سال ۱۹۹۹ در انستیتو دولتی سینما و تئاتر ایروان تدریس می‌کند. وی در	۴ ژوئن ۲۰۲۱ در سن ۸۰ سالگی در ایروان درگذشت.

## جوایز
- عنوان افتخاری هنرمند مردمی ارمنستان شوروی (۱۹۶۷)
- مدال موسس خورناتسی (۲۰۰۱)
- نشان مسروپ ماشتوتس (۲۰۱۱)
- مدال کارگر ممتاز

## فیلم‌شناسی

### سینمایی
- رنگ انار (۱۹۶۸، سرگئی پاراجانف)

### نمایش‌ها
- «گایانه» (۱۹۷۴، ۲۰۰۴)
- «سپارتاک» (۱۹۷۸، ۱۹۸۲، ۱۹۸۷)
- «داوید ساسونی» (۱۹۷۶)
- «دون کیشوت» (۲۰۰۲)

## پیوند بیرون
- 14.08.14 / Հարցազրույց - Վիլեն Գալստյան - YouTube در یوتیوب
- ویلن گالستیان در بانک اطلاعات اینترنتی فیلم‌ها (IMDb)